# Кофі Аннан
Ко́фі А́ннан (Kofi Annan МФА: [kofi ænən]; 8 квітня 1938, Кумасі, Гана — 18 серпня 2018, Берн, Швейцарія) — дипломат з Гани, був сьомим генеральним секретарем ООН з 1 січня 1997 по 31 грудня 2006 року, працював на посаді два п'ятирічні терміни. 1 січня 2007 року, його наступником став Пан Гі Мун. Аннан та ООН здобули Нобелівську премію миру 2001 року за заснування Всесвітнього Фонду з боротьби зі СНІДом, туберкульозом та малярією для підтримки країн, що розвиваються.

## Біографічні відомості

### Молоді роки та сім'я
Кофі Аннан народився у Вікторії та Генрі Реджинальда Аннанів в секторі Кофандрос міста Кумасі, Гана. Він є одним з двійнят, а двійнята дуже шануються в ганійській культурі. Його сестра-двійня Ефуа Атта, яка померла у 1991 році, мала спільне з ним «середнє» ім'я Атта, яке на фантійському діалекті аканської мови означає двійня. Як і більшість аканських імен, його «перше» ім'я вказує день тижня, в який він народився: Кофі означає хлопець, народжений в п'ятницю. Ім'я Аннан може вказувати, що дитина є четвертою в сім'ї, але в сім'ї Кофі Аннана воно стало в минулому сімейним іменем (прізвищем), яке Кофі успадкував від батьків.

### Освіта
З 1954 по 1957 рік Аннан відвідував елітну школу Mfantsipim, методистську школу-інтернат в місті Кейп-Кост засновану у 1870 році. До неї він вступив у 1953 році. Звідси у передостанній рік свого навчання він перевівся до Kumasi Institute, де провчився два роки. У 1959 році, завдяки стипендії, наданій Фундацією Форда, Аннан поступив на третій курс у Макалістерський коледж в місті Сент Пол, штат Міннесота, США. У 1961 році Аннан вступив до престижного Женевського Інституту міжнародних відносин та розвитку, що на той час ще мав ім'я Женевського інституту міжнародних відносин, або ж Institut Universitaire de Hautes Études Internationales. В 1962 році, не маючи змоги закінчити навчання в Женевському інституті, Аннан подався на роботу до Всесвітньої організації охорони здоров'я. У 1971—1972 роках Аннан здобув стипендію ім. Слоуна та навчався в Масачусетському технологічному інституті, де здобув ступінь магістра в галузі управління.

### Початок кар'єри
З 1962 року працював у Всесвітній організації охорони здоров'я та інших структурах Організації Об'єднаних націй. У період з 1974 по 1976 рік працював виконавчим директором компанії Ghana Tourist Development Co. З 1987 по 1990 рік обіймав посаду помічника генерального секретаря ООН з людських ресурсів і координатора з питань безпеки в системі ООН, а з 1990 по 1992 рік — помічника генерального секретаря з питань планування програм, бюджету та фінансів і контролера. Після вторгнення Іраку в Кувейт у 1990 році керував евакуацією співробітників міжнародних організацій та іноземних громадян з території Іраку. Потім очолював першу групу ООН на переговорах з Іраком з питання продажу нафти для фінансування гуманітарної допомоги. З березня 1993 по лютий 1994 року обіймав посаду помічника генерального секретаря ООН з миротворчих операцій. З листопада 1995 по березень 1996 року був спеціальним представником генерального секретаря ООН в колишній Югославії.

### Генеральний секретар ООН
Кофі Аннана вважають автором ідеї гуманітарної інтервенції. Виступаючи на сесії Генеральної Асамблеї ООН в 1999 році, він закликав світову спільноту до «відповідальності за захист» мирного населення від лих війни відповідно до норм міжнародного права. «Якщо гуманітарна інтервенція дійсно є неприйнятним обмеженням суверенітету, то як тоді відповідати на такі ситуації, як Сребрениця і Руанда — грубі та систематичні порушення прав людини, які суперечать усім правилам людського буття?»
Помер 18 серпня 2018 року у віці 80 років.

## Нагороди
- Нобелівська премія миру (2001).
- Премія Улофа Пальме (2006).
- Орден князя Ярослава Мудрого I ст. (3 червня 2002)[11] — за визначний особистий внесок у розвиток співробітництва між Україною і країнами міжнародної співдружності, вагому роль у підтриманні миру і безпеки у світі.